# Stora Äggskär (vid Innamo, Nagu)
Stora Äggskär är öar nära Innamo i Nagu,  Finland. De ligger i Skärgårdshavet i Pargas stad i landskapet Egentliga Finland, i den sydvästra delen av landet. Öarna ligger omkring 4 kilometer öster om Innamo, 8 kilometer nordväst om Nagu kyrka, 32 kilometer sydväst om Åbo och omkring 170 kilometer väster om Helsingfors. Närmaste allmänna förbindelse är förbindelsebryggan vid Innamo som trafikeras av M/S Falkö.
Arean för den av öarna koordinaterna pekar på är 1,4 hektar och dess största längd är 180 meter i sydöst-nordvästlig riktning. Närmaste större samhälle är Rimito, 14,0 km norr om Stora Äggskär.